# Geografia del Sudan del Sud
Il Sudan del Sud, noto anche come Sudan Meridionale, è un Paese situato nell'Africa nord-orientale. La sua ricca biodiversità comprende savane lussureggianti, aree paludose e foreste pluviali che sono dimora di molte specie animali. Prima del 2011, il Sudan del Sud faceva parte del Sudan, il suo vicino del nord. La popolazione del Sudan del Sud, costituita da culture prevalentemente africane che tendono ad aderire alla fede cristiana o animista, è stata a lungo in disaccordo con il governo del nord a maggioranza musulmana e araba del Sudan. La capitale del Sudan del Sud è Juba.
Tra il XV e il XIX secolo nel Sudan del Sud si insediarono molti dei suoi attuali gruppi etnici. Dopo l'invasione della regione del Sudan nel 1820 da parte di Muḥammad ʿAlī, viceré d'Egitto sotto l'impero ottomano, il Sudan meridionale venne saccheggiato dai mercanti di schiavi. A partire dalla fine del XIX secolo il Sudan finì sotto il controllo anglo-egiziano. Malgrado il nord avesse accettato il dominio britannico con relativa velocità, il sud oppose maggior resistenza. Per questo motivo, le energie britanniche nel nord furono libere di essere indirizzate verso progetti di modernizzazione, mentre nel sud furono maggiormente concentrate sul semplice mantenimento dell'ordine, portando ad una dicotomia di sviluppo tra nord e sud che continuò per diversi decenni. Dopo che il Sudan raggiunse l'indipendenza, nel 1956, numerosi governi nel corso degli anni incontrarono difficoltà nel guadagnare l'accettazione generale da parte delle varie circoscrizioni politiche del Paese, soprattutto nel sud. Un primo conflitto scoppiò tra quei leader del nord che speravano di imporre la vigorosa estensione del diritto e della cultura islamica a tutte le parti del paese e coloro che si opponevano a questa politica. Questo secondo gruppo comprendeva la maggioranza degli abitanti del Sudan meridionale, molti dei quali erano già in armi temendo che il sud venisse ulteriormente emarginato dal governo a base settentrionale; questi timori portarono ad una lunga guerra civile (1955-1972). Gli accordi di Addis Abeba del 1972 posero fine al conflitto solo temporaneamente, e nel decennio successivo i combattimenti ripresero con la seconda guerra civile (1983-2005).
Ci furono numerosi colloqui, cessate il fuoco e accordi tra i leader meridionali e le loro controparti settentrionali, ma nessuno di essi portò a successi a lungo termine fino all'accordo di Naivasha (CPA) del 2005, che portò alla fine della guerra e alla definizione di nuove misure per la condivisione del potere, la distribuzione della ricchezza e il mantenimento della sicurezza in Sudan. Soprattutto, concesse inoltre al Sudan meridionale uno status di semiautonomia e stabilì che entro sei anni si sarebbe svolto un referendum sull'indipendenza della regione. Nonostante alcuni ostacoli, l'attesissimo referendum ebbe luogo: dal 9 al 15 gennaio 2011 gli abitanti votarono per decidere lo status del Sudan del Sud, e i risultati indicarono la schiacciante preferenza per la secessione del sud. Il Paese del Sudan del Sud dichiarò l'indipendenza il 9 luglio 2011.

## Confini
Il Sudan del Sud confina a nord con il Sudan; a est con l'Etiopia; a sud con il Kenya, l'Uganda e la Repubblica Democratica del Congo; e a ovest con la Repubblica Centrafricana.

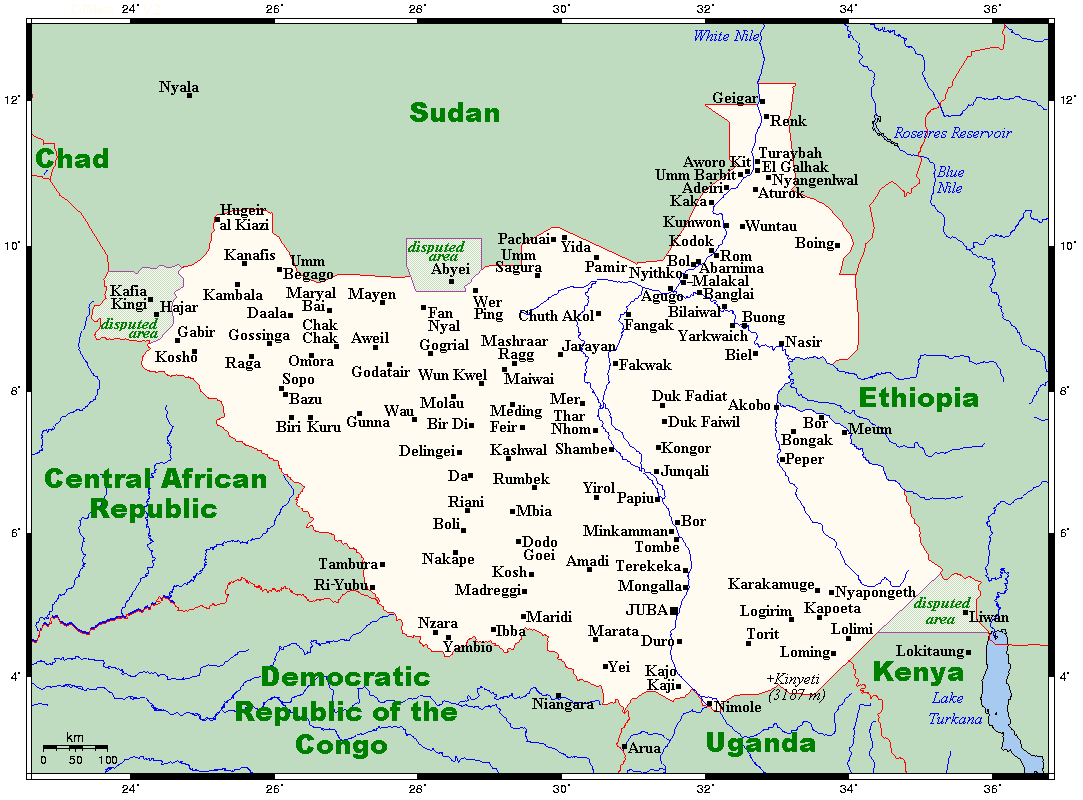
Mappa del Sudan del Sud, indicante paesi, città e aree rivendicate lungo i confini.

Posizione del Sudan del Sud.

## Morfologia
Le vaste pianure e altopiani del Sudan del Sud sono bagnati dal fiume Nilo e dai suoi affluenti. Questo sistema fluviale corre da sud a nord attraverso l'intera lunghezza della parte centro-orientale del Paese. Nel cuore del Paese vi è una pianura argillosa, il centro della quale è occupato da un'enorme regione paludosa nota come Al-Sudd (il Sudd).
Vi sono due regioni di altopiano molto diverse tra loro. L'altopiano di Ironstone è situato tra lo spartiacque Nilo-Congo e la pianura argillosa; il suo paesaggio è caratterizzato dalla presenza di inselberg (colline isolate che si innalzano improvvisamente dalla pianura). Lungo il confine con l'Uganda vi sono imponenti catene montuose con vette che superano i 3000 m. I monti Imatong culminano con il monte Kinyeti (alto 3187 m), il punto più elevato del Sudan del Sud.

## Idrografia e suoli
Il sistema del fiume Nilo è la caratteristica fisica dominante del Paese, e tutti i torrenti e i fiumi del Sudan del Sud confluiscono in questo grande fiume o si dirigono verso di esso. Il Nilo Bianco (Baḥr Al-Abyaḍ) penetra nel Paese da sud sotto forma di Nilo di Montagna (Baḥr Al-Jabal) attraverso una serie di rapide a Nimule presso il confine con l'Uganda. Dopo la sua confluenza con l'affluente di sinistra (proveniente da ovest) conosciuto come Baḥr Al-Ghazāl, il Nilo di Montagna prende il nome di Nilo Bianco. Un po' più a nord lungo il suo corso, il Nilo Bianco riceve gran parte delle sue acque da un affluente di destra, il fiume Sobat, che proviene dall'altopiano etiopico per congiungersi al Nilo presso Malakal. I corsi d'acqua del Paese non sempre raggiungono il Nilo; i fiumi del sud-ovest, per esempio, raggiungono raramente il sistema del Baḥr Al-Ghazāl.
Nel 1978 ebbe inizio la costruzione del canale di Jonglei (Junqalī), progettato per bypassare la palude di Al-Sudd e fornire un canale rettilineo ben delineato al Nilo di Montagna che gli consentisse di scorrere verso nord fino alla confluenza con il Nilo Bianco. Inoltre esso avrebbe consentito lo sfruttamento delle acque dalle paludi del Sudd per uso agricolo. Il progetto venne sospeso nel 1983 a causa delle continue interruzioni provocate dalla guerra civile tra nord e sud. Dopo l'accordo di Naivasha del 2005, si è parlato di una ripresa dei lavori sul canale, guidati dal governo egiziano e dal governo sudanese di Khartoum, ma il governo del Sudan meridionale (GoSS) esitò ad abbracciare il progetto e rinviò qualsiasi decisione su di esso fino a che non fossero stati eseguiti ulteriori studi; dal momento dell'indipendenza non è stata ancora presa una decisione al riguardo.
Le pianure meridionali sono costituite da un suolo alcalino formatosi a seguito della frammentazione delle argille. Le argille di Al-Sudd si depositarono in un'area in cui il drenaggio era ostacolato.

## Clima
Il Sudan del Sud ha un clima tropicale con stagioni umide e secche. Le stagioni sono caratterizzate dall'oscillazione, tra nord e sud, del fronte atmosferico tra la massa d'aria umida meridionale e quella di aria secca settentrionale. Questo fenomeno, più precisamente, comporta la migrazione stagionale e la pulsazione della massa d'aria continentale tropicale settentrionale e della massa d'aria continentale marittima meridionale, divise tra loro dalla zona di convergenza intertropicale. In inverno i venti settentrionali della massa d'aria tropicale soffiano attraverso il Paese verso il fronte, che allora può trovarsi verso sud fin in prossimità del tropico del Capricorno. Questi venti sono relativamente freddi e secchi e generalmente non trasportano pioggia. A partire da aprile il fronte inizia a spostarsi verso nord, e l'aria meridionale umida della massa d'aria marittima viene attirata nell'area dall'Atlantico meridionale. A causa di questo, il Sudan del Sud ha una stagione delle piogge, la cui lunghezza varia in base alla latitudine e generalmente non supera gli otto-nove mesi all'anno, che ha inizio verso aprile e può protrarsi al massimo fino a dicembre.
Le temperature annue minime del Sudan del Sud si aggirano sui 15-21 °C nel centro e nel nord del Paese, mentre nelle zone periferiche esse sono leggermente inferiori, tra i 10 e i 15 °C. Le temperature annue massime di gran parte del Sudan del Sud generalmente variano tra i 26 e i 32 °C, sebbene in alcune aree verso il nord del Paese possano variare tra i 32 e i 37 °C. Le temperature più elevate generalmente si registrano subito prima della stagione delle piogge.
Nel Sudan del Sud, la maggior parte delle piogge cade durante i mesi estivi e la loro entità varia da una parte all'altra del Paese. Gran parte del Paese riceve circa 750–1000 mm di pioggia annui. Le aree nella parte occidentale del Paese ne ricevono una quantità leggermente superiore, circa 1000–1500 mm annui, mentre alcune aree nelle parti nord-orientali e sud-orientali del Paese ne ricevono meno, circa 500–750 mm. In alcune aree dell'estremità sud-orientale cadono meno di 500 mm di pioggia all'anno.

## Flora e fauna
Le principali fasce di vegetazione del Sudan del Sud corrono in successione da nord-ovest a sud-est, più o meno in coincidenza dell'entità delle precipitazioni. Vi sono una savana (prateria) arida, una savana umida, entrambe con pianure alluvionali interne, e una zona di vegetazione di montagna.
Le savane aride sono costituite da erbe e alberi spinosi. Gli alberi di acacia dominano queste savane, e da una di queste specie, A. senegal, si ricava la gomma arabica, che è stata a lungo uno dei principali prodotti esportati dal Sudan. Le savane umide del settore centro-meridionale del Paese sono più lussureggianti, con ricchi pascoli lungo il Nilo che alimentano un gran numero di bovini domestici. Le aree boschive sparse che costellano questa fascia si fondono gradualmente verso sud con la foresta pluviale vera e propria, della quale attualmente rimangono solo pochi frammenti nelle zone più meridionali del Paese.
La fauna selvatica del Paese comprende leoni, leopardi e ghepardi, nonché elefanti, giraffe, zebre, bufali, ippopotami, facoceri e numerose varietà di antilope, quali gazzelle, taurotraghi e alcelafi. Scimpanzé, babbuini e scimmie sono diffusi nelle foreste. L'avifauna comprende struzzi, alcune specie di pernice, gru, cicogne, pellicani, pivieri, tessitori e averle. Tra i rettili figurano coccodrilli e varie lucertole. Decenni di guerra civile hanno gravemente danneggiato alcune popolazioni animali, come quelle di elefanti e ippopotami. Gli insetti sono numerosi. Le zanzare infestano le sponde dei fiumi e le paludi, e le mosche serut (grosse mosche ematofaghe) costituiscono un flagello durante i mesi umidi. La mosca tse-tse è presente generalmente nelle aree boschive o nei loro pressi o nelle fasce di vegetazione che si sviluppano lungo i corsi d'acqua.
Il Sudan del Sud ospita alcuni parchi nazionali e riserve di caccia, tra cui i parchi nazionali del Sud e di Badingilo, situati nel sud del Paese. Il parco nazionale di Boma, nell'est, è noto per essere teatro della più numerosa migrazione di mammiferi del mondo.